# Hayashi Hidesada
Hayashi Hidesada est un nom japonais traditionnel ; le nom de famille (ou le nom d'école), Hayashi, précède donc le prénom (ou le nom d'artiste).
Hayashi Hidesada (林 秀貞, 1513 à Okimura, district de Kasugai (ja), province d'Owari-21 novembre 1580 dans la province d'Aki) est un samouraï et vassal du clan Oda à l'époque Sengoku de l'histoire du Japon. Il est aussi connu sous le nom Michikatsu (通勝). Son tsūshō est Shingorō (新五郎) et son titre de cour Sado no kami.

## Biographie
La famille Hayashi, branche du clan Inaba, est originaire du village d'Oki dans le district Kasugai de la province d'Owari. Michikatsu, né dans les premières décennies du XVIe siècle, sert le clan Oda, d'abord sous Oda Nobuhide, puis sous le jeune Oda Nobunaga lors de l'affectation de Nobunaga au château de Nagoya. Hidesada est karō ; avec Hirate Masahide, il est le tuteur de Nobunaga. En 1546, il aide à la cérémonie genpuku de Nobunaga.
Peu de temps après la mort de Nobuhide en 1551, Hidesada s'inquiète du comportement erratique de Nobunaga et soutient secrètement Oda Nobuyuki, le frère de Nobunaga, en tant que successeur à la position de chef de famille. En 1555, Nobunaga tue Oda Nobutomo et s'empare du château de Kiyosu. Hidesada est désigné pour défendre le château de Nagoya. Nobunaga unifie le clan Oda en battant tous ses adversaires et prend le contrôle de la province d'Owari. Cependant, Hidesada est encore profondément insatisfait de Nobunaga. En 1556, Hidesada avec Shibata Katsuie rassemblent des troupes pour évincer Nobunaga et le remplacer par Nobuyuki. Ils sont vaincus à la bataille d'Inō et une trêve temporaire est négociée par Nobunaga qui ne veut pas continuer une lutte qui pourrait attirer une invasion des daimyos voisins. Hidesada et Katsuie sont tous deux graciés et conservent leurs positions pour œuvrer au service du clan Oda. Deux ans plus tard, Nobuyuki est de nouveau dupé par Nobunaga ; cette fois, il est tué.
En novembre 1575, après que Nobunaga a décidé de prendre sa retraite afin d'avoir Oda Nobutada comme chef du clan, Hidesada est désigné pour prendre soin de Nobutada. En août 1580, Nobunaga décide soudainement de bannir Hidesada de toutes les positions pour avoir soutenu Nobuyuki dans le passé. La raison semble être très triviale et il est fort probable que Nobunaga a décidé que Hidesada n'était plus utile et de réduire le nombre de ses obligés. Hayashi Hidesada vit probablement à Kyoto à partir de cette époque et y meurt quelques années plus tard.